# Antonio Barberini (cardinale 1624)
Antonio Barberini seniore (Firenze, 18 novembre 1569 – Roma, 11 settembre 1646) è stato un cardinale e vescovo cattolico italiano.

## Biografia

### Infanzia

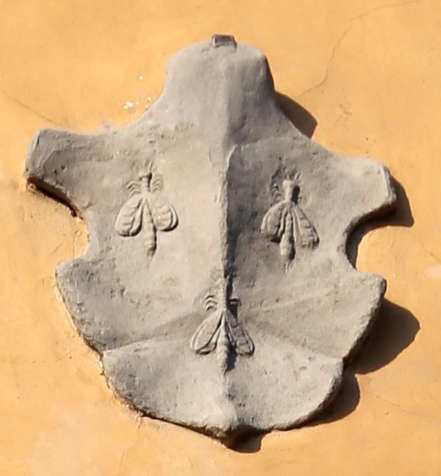
Lo stemma di Casa Barberini sul Palazzo dei Capitani della Montagna, Cutigliano

Nacque a Firenze nel 1569 in una casa in piazza Santa Croce, ultimogenito di Antonio e Camilla Barbadori. Battezzato con il nome di Marcello, prese il nome del padre, Antonio, alla morte del genitore (1571).

### Carriera ecclesiastica

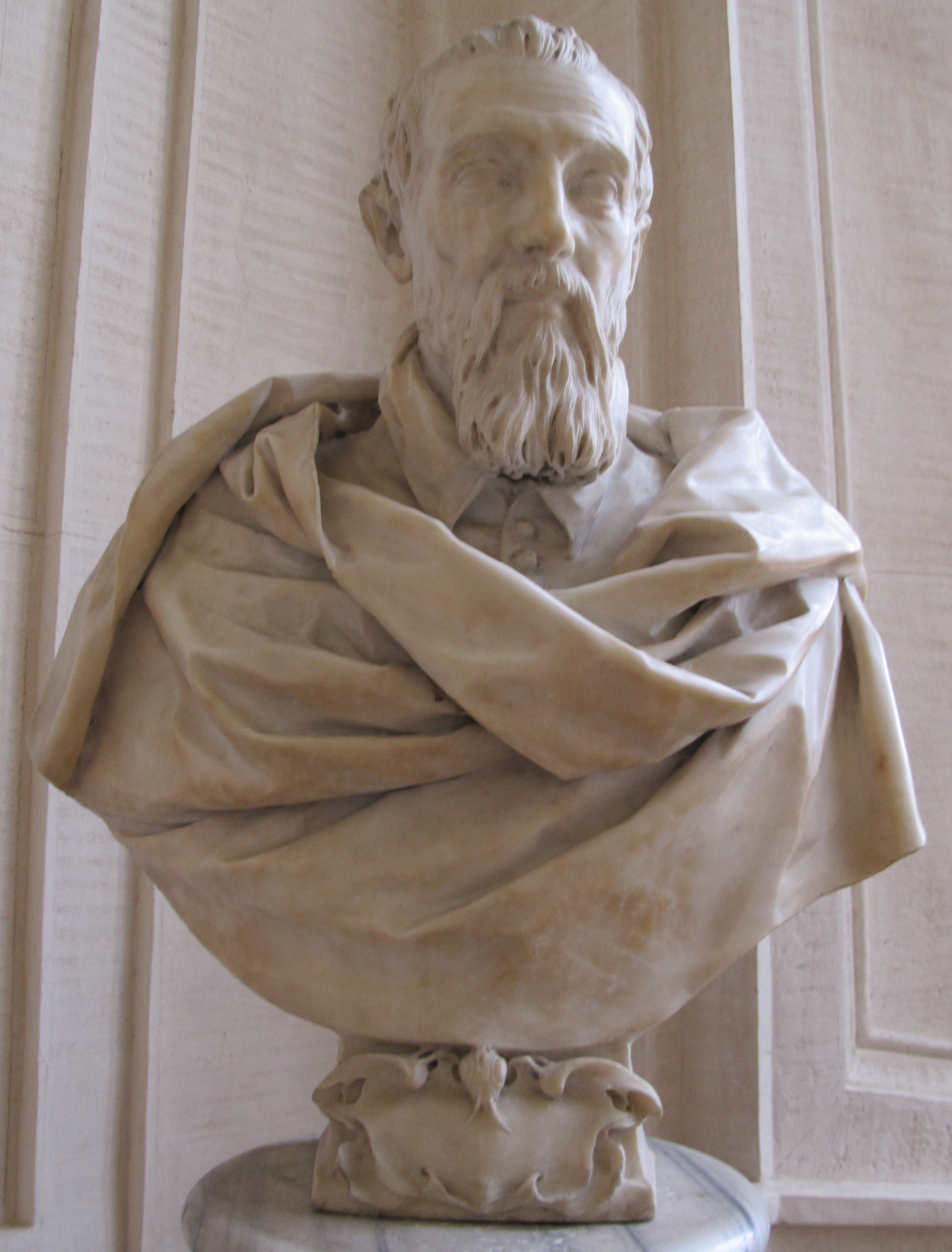
Il cardinale Antonio in un busto del Bernini

Abbracciò la vita religiosa tra i frati cappuccini nel 1592: fece il noviziato a Cortona e divenne padre guardiano del convento fiorentino di San Gimignano.
Era fratello di papa Urbano VIII che lo elevò al rango di cardinale nel concistoro del 7 ottobre 1624: accettò la porpora senza entusiasmo e si recò a Roma per ricevere la berretta a piedi, come in pellegrinaggio.
Consacrato vescovo di Senigallia nel 1625, si adoperò per un'intensa azione riformatrice della diocesi e nel 1627 celebrò un sinodo. Richiamato in curia a Roma dal fratello, rinunciò al governo della diocesi non potendo più risiedervi.
Presiedette il capitolo francescano dell'Aracoeli; fu penitenziere maggiore, archivista e bibliotecario di Santa Romana Chiesa e pro-vicario generale per la diocesi di Roma.
Finanziò la costruzione della chiesa e del convento dei cappuccini di Santa Maria della Concezione a Roma e la chiesa di Propaganda Fide.
Dopo la morte di Urbano VIII, non cadde in disgrazia come i nipoti Antonio e Francesco e conservò le funzioni connesse alla dignità cardinalizia.

### Morte

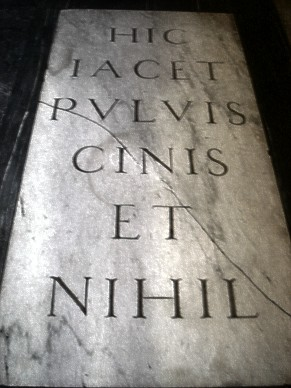
La tomba del Barberini nella Chiesa di Santa Maria Immacolata di Roma

Morì l'11 settembre 1646 all'età di 76 anni e fu sepolto nella Chiesa di Santa Maria Immacolata di Roma, meglio nota come Chiesa dei Cappuccini, del cui ordine fu chierico e di cui fu benefattore.

Il suo epitafio recita 
(pietra tombale di fronte all'altare maggiore)

## Genealogia episcopale e successione apostolica
La genealogia episcopale è:
- Cardinale Guillaume d'Estouteville, O.S.B.Clun.
- Papa Sisto IV
- Papa Giulio II
- Cardinale Raffaele Riario
- Papa Leone X
- Papa Paolo III
- Cardinale Francesco Pisani
- Cardinale Alfonso Gesualdo
- Papa Clemente VIII
- Cardinale Pietro Aldobrandini
- Cardinale Laudivio Zacchia
- Cardinale Antonio Barberini, O.F.M.Cap.

La successione apostolica è:
- Vescovo Bartolomeo Giustiniani (1626)
- Vescovo Giovanni Dolfin (1626)
- Vescovo Benedetto Landi (1628)
- Vescovo Giovanni Tommaso Malloni, C.R.S. (1628)
- Arcivescovo Ascanio Piccolomini (1628)
- Vescovo Pietro Carpegna (1629)
- Vescovo Pietro Bonaventura (1629)
- Vescovo Urbano Feliceo (1629)
- Vescovo Girolamo Parisani (1629)
- Vescovo Luca Castellini, O.P. (1629)
- Cardinale Marcantonio Bragadin (1629)
- Cardinale Gaspar de Borja y Velasco (1630)
- Vescovo Arcasio Ricci (1630)
- Vescovo Sigismondo Taddei (1631)
- Vescovo Carlo Antonio Ripa (1632)
- Vescovo Ippolito Franconi (1632)
- Vescovo Giovanni Battista Pontano (1632)
- Arcivescovo Pietro Niccolini (1632)
- Vescovo Cesare Raccagna (1632)
- Vescovo Marco Antonio Cornaro (1632)
- Vescovo Amico Panici (1632)
- Cardinale Girolamo Colonna (1633)
- Patriarca Marco Gradenigo (1633)
- Vescovo Lorenzo Massimi (1633)
- Vescovo Francesco Gonzaga, C.R. (1633)
- Patriarca Onorato Caetani (1633)
- Cardinale Fausto Poli (1633)
- Vescovo Torquato Perotti (1633)
- Cardinale Agostino Oreggi (1633)
- Cardinale Benedetto Ubaldi (1634)
- Vescovo Francesco Maria Merlini (1635)
- Cardinale Alessandro Cesarini (1636)
- Vescovo Antonio Tornielli (1637)
- Vescovo Girolamo Lanfranchi (1637)
- Vescovo Bernardino Scala (1637)
- Cardinale Marcantonio Franciotti (1637)
- Patriarca Egidio Orsini de Vivere (1641)
- Cardinale Ascanio Filomarino (1642)
- Cardinale Vincenzo Maculani, O.P. (1642)
- Cardinale Girolamo Verospi (1642)
- Vescovo Cardinal Gabrielli (1642)
- Vescovo Guglielmo Gaddi (1643)
- Papa Clemente IX (1644)
- Cardinale Nicolò Guidi di Bagno (1644)

## Albero genealogico
|                       |                      |                       | Genitori            |  |  | Nonni |  |  | Bisnonni            |  |  | Trisnonni         |  |
|                       |                      |                       |                     |  |  |       |  |  | Francesco Barberini |  |  | Antonio Barberini |  |
|                       |                      |                       |                     |  |  |       |  |  | Francesco Barberini |  |  | Antonio Barberini |  |
|                       |                      | Filippa Covoni        |                     |  |  |       |  |  | Francesco Barberini |  |  |                   |  |
| Carlo Barberini       |                      |                       |                     |  |  |       |  |  | Francesco Barberini |  |  |                   |  |
|                       |                      | Marietta Miniati      | Antonio Miniati     |  |  |       |  |  |                     |  |  |                   |  |
|                       |                      | Marietta Miniati      | Antonio Miniati     |  |  |       |  |  |                     |  |  |                   |  |
|                       |                      | Marietta Miniati      | Maddalena Cini      |  |  |       |  |  |                     |  |  |                   |  |
| Antonio Barberini     |                      | Marietta Miniati      |                     |  |  |       |  |  |                     |  |  |                   |  |
|                       |                      | Bernardo Rustici      | …                   |  |  |       |  |  |                     |  |  |                   |  |
|                       |                      | Bernardo Rustici      | …                   |  |  |       |  |  |                     |  |  |                   |  |
|                       |                      | Bernardo Rustici      | …                   |  |  |       |  |  |                     |  |  |                   |  |
| Marietta Rustici      |                      | Bernardo Rustici      |                     |  |  |       |  |  |                     |  |  |                   |  |
|                       |                      | …                     | …                   |  |  |       |  |  |                     |  |  |                   |  |
|                       |                      | …                     | …                   |  |  |       |  |  |                     |  |  |                   |  |
|                       |                      | …                     | …                   |  |  |       |  |  |                     |  |  |                   |  |
| Antonio Barberini     |                      | …                     |                     |  |  |       |  |  |                     |  |  |                   |  |
|                       | Alessandro Barbadori | Gian Donato Barbadori |                     |  |  |       |  |  |                     |  |  |                   |  |
|                       | Alessandro Barbadori | Gian Donato Barbadori |                     |  |  |       |  |  |                     |  |  |                   |  |
|                       | Alessandro Barbadori | Costanza Cappelli     |                     |  |  |       |  |  |                     |  |  |                   |  |
| Gian Donato Barbadori | Alessandro Barbadori |                       |                     |  |  |       |  |  |                     |  |  |                   |  |
|                       |                      | Piera Acciaiuoli      | Onofrio Acciaiuoli  |  |  |       |  |  |                     |  |  |                   |  |
|                       |                      | Piera Acciaiuoli      | Onofrio Acciaiuoli  |  |  |       |  |  |                     |  |  |                   |  |
|                       |                      | Piera Acciaiuoli      | Alessandra Spinelli |  |  |       |  |  |                     |  |  |                   |  |
| Camilla Barbadori     |                      | Piera Acciaiuoli      |                     |  |  |       |  |  |                     |  |  |                   |  |
|                       |                      | Lorenzo Cambi         | …                   |  |  |       |  |  |                     |  |  |                   |  |
|                       |                      | Lorenzo Cambi         | …                   |  |  |       |  |  |                     |  |  |                   |  |
|                       |                      | Lorenzo Cambi         | …                   |  |  |       |  |  |                     |  |  |                   |  |
| Nannina Cambi         |                      | Lorenzo Cambi         |                     |  |  |       |  |  |                     |  |  |                   |  |
|                       |                      | Caterina Capponi      | …                   |  |  |       |  |  |                     |  |  |                   |  |
|                       |                      | Caterina Capponi      | …                   |  |  |       |  |  |                     |  |  |                   |  |
|                       |                      | Caterina Capponi      | …                   |  |  |       |  |  |                     |  |  |                   |  |
|                       |                      | Caterina Capponi      |                     |  |  |       |  |  |                     |  |  |                   |  |